# Mário de Sá-Carneiro
Mário de Sá-Carneiro (19. května 1890 Lisabon – 26. dubna 1916 Paříž) byl portugalský spisovatel. Byl klíčovým představitelem meziválečné "generace Orphea", skupiny autorů snažících se o průlom modernistických směrů do portugalské literatury a sdružených volně kolem časopisu Orpheu.

## Život
Narodil se v bohaté rodině se silnou vojenskou tradicí. Jeho matka zemřela v roce 1892, když mu byly dva roky. Následně byl vychován svými prarodiči. Žil na farmě poblíž Lisabonu, tedy města, kde později strávil většinu svého života. Ve věku 12 let začal psát básně. V 15 letech již přeložil z francouzštiny několik děl Victora Huga, v 16 letech přidal němčinu a díla Johanna Wolfganga von Goetha a Friedricha Schillera. Na střední škole začal psát beletrii. V roce 1911 odešel do Coimbry, kde byl přijat ke studiu práv na vysoké škole, ale absolvoval jen první ročník, poté studií zanechal. Zlomovým se pro něj stalo setkání s Fernandem Pessoou, který se brzy stal jeho nejbližším přítelem, a který ho představil skupině lisabonských modernistů. V té době se vrhl na literaturu - napsal divadelní hru Amizade (1912), román Príncipio (1912), fantaskní román Confissão de Lúcio (1913), sbírku veršů Dispersão (1913).
Znovu zkusil studia, odešel tentokrát do Paříže, kde studoval na Sorbonně. Ačkoli jeho otec ještě dlouho platil za studium, Sá-Carneiro přestal navštěvovat přednášky již velmi brzy po příjezdu do Paříže. Žil bohémským životem a potuloval se po divadlech a barech. V Paříži se sblížil s Guilhermem de Santa-Ritou, portugalským futuristickým malířem. V roce 1915 se nakrátko vrátil do Lisabonu, aby se spolupodílel na přípravách Orphea, literárního časopisu ovlivněného evropskou avantgardou. Časopis způsobil skandál v portugalské společnosti. Byla vydána pouze dvě čísla časopisu, třetí bylo připraveno, ale nikdy nebylo publikováno, kvůli kontroverzím kolem časopisu a nedostatku peněz (sponzor časopisu, který v té době žil v Mosambiku, odmítl vyplatit další peníze). Dnes je Orpheu v Portugalsku symbolem modernismu a generace s Pessoou v čele.
V červenci 1915 se Sá-Carneiro vrátil do Paříže. V té době už byl jeho psychický stav špatný, což dobře ilustruje román Céu em Fogo, který vydal v roce 1915, a který je záznamem mnoha jeho posedlostí. Vrátil se na univerzitu, ale brzy ji znovu opustil a navázal vztah s prostitutkou. O několik měsíců později, s rostoucími finančními problémy a trpící depresí, napsal 31. března 1916 dramatický dopis Pessoovi: „Pokud se nestane zázrak, příští pondělí, březen (nebo dokonce den před tím) si tvůj přítel Mário de Sá-Carneiro vezme silnou dávku strychninu a zmizí z tohoto světa.“ "Slíbený termín" prošvihl o celý měsíc, ale 26. dubna 1916, ve věku 25 let, v Hôtel de Nice v pařížské čtvrti Montmartre skutečně spáchal sebevraždu pozřením velké dávky strychninu. Jeho druhá sbírka básní Indícios de Oiro, již poslal před smrtí Pessoovi, vyšla až dvacet let po jeho smrti v časopise Presença. K obdivovatelům jeho díla později patřila například Sylvia Plathová.